# Araneus zhoui
Espèce
Araneus zhoui est une espèce d'araignées aranéomorphes de la famille des Araneidae.

## Distribution
Cette espèce est endémique de Hainan en Chine. Elle se rencontre dans le xian de Ledong.

## Description
Le mâle holotype mesure 3,20 mm et la femelle paratype 3,80 mm.

## Systématique et taxinomie
Cette espèce a été décrite par Mi et Wang en 2023.

## Étymologie
Cette espèce est nommée en l'honneur de Run-bang Zhou.

## Publication originale
- Wu, Wang, Wu, Zhang & Mi, 2023 : « On four new species of the orb-weaver spider genus Araneus Clerck, 1757 (Araneae, Araneidae) from southern China. » ZooKeys, vol. 1160, p. 169-190 (texte intégral).